# Ballini
Tribu
Les Ballini sont une tribu d'araignées sauteuses qui comprend treize genres.

## Distribution
Les espèces de cette tribu se rencontrent en Europe, en Asie orientale, au Yémen, en Afrique et aux Mascareignes, à Java et en Nouvelle-Calédonie; deux genres, Baviola et Sadies, qui comprennent sept espèces diverses, sont endémiques des Seychelles.

## Genres
- Ballognatha Caporiacco, 1935 — Karakorum (1 espèce; nomen dubium?)
- Ballus C. L. Koch, 1850 — Europe, Afrique du Nord, Japon, Birmanie, Sri Lanka (10 espèces)
- Baviola Simon, 1898 — îles Seychelles (3 espèces)
- Colaxes Simon, 1900 — Sri Lanka, Inde (3 espèces)
- Cynapes Simon, 1900 — Seychelles, île Maurice, Rodrigues (3 espèces)
- Goleta Peckham & Peckham, 1894 — Madagascar (2 espèces)
- Marengo Peckham & Peckham, 1892 — Sri Lanka, Thaïlande (6 espèces)
- Pachyballus Simon, 1900 — Afrique, Bioko (Golfe de Guinée), Yémen, Nouvelle-Calédonie (7 espèces)
- Padilla Peckham & Peckham, 1894 — Madagascar, Java (18 espèces)
- Peplometus Simon, 1900 — Afrique de l'Ouest, Afrique du Sud (2 espèces)
- Philates Simon, 1900 — Indonésie, Philippines, Nouvelle-Guinée (10 espèces)
- Planiemen Wesolowska & van Harten, 2007 — Yémen (1 espèce)
- Sadies Wanless, 1984 — Seychelles (5 espèces)